# Ручьёв, Борис Александрович
Бори́с Алекса́ндрович Ручьёв  (настоящая фамилия — Кривощёков, 2 [15] июня 1913, Троицк, Оренбургская губерния — 24 октября 1973, Магнитогорск, Челябинская область) — русский советский поэт, первостроитель Магнитки, автор трёх десятков поэтических книг. Посвятил значительную часть творчества Магнитогорску — городу металлургов, в строительстве которого ему довелось участвовать. Член КПСС с 1970 года.

## Биография

### Детство и ранняя юность
Родился 2 (15) июня 1913 года в городе Троицке Троицкого уезда Оренбургской губернии (ныне административный центр Троицкого городского округа Челябинской области). Он был третьим ребёнком в семье священника Александра Ивановича и учительницы Евгении Лаврентьевны Кривощёковых. Согласно копии метрической выписки, местом рождения поэта является станица Еткульская (ныне село Еткуль) Челябинской области. Эта неточность вызвана тем, что отца новорожденного перевели инспектором Высшего начального училища в станицу Еткульскую, где и был окрещён его сын.
Отец будущего поэта являлся одним из грамотнейших людей на Южном Урале. Учителем он стал в 1905 году в Кокчетаве, куда был сослан за агитацию среди Оренбургских казаков. Можно сказать, что литературный дар Ручьёв получил по наследству: его отец занимался и литературной деятельностью. Так, в 1913 году в Троицке были изданы его рассказы о Русско-японской войне, а в 20-е годы на страницах местной печати часто появлялись стихи, очерки, рассказы и фельетоны Александра Кривощёкова. В советское время он жил в Киргизии, где за заслуги в области просвещения был удостоен звания «Заслуженный учитель школы Киргизской ССР». Его мать, до замужества также учительствовавшая, прекрасно знала русскую литературу и прививала вкус к ней своим детям. Дед Бориса, Иван Егорович Кривощёков, выходец из Оренбургского казачества, служил лесничим в станице Звериноголовской.
Детство будущего поэта прошло в станице Еткульской. Выучившись читать ещё до поступления в школу, в 1922 году Борис поступил учиться сразу в третий класс Высшего начального городского училища города Троицка. В 1924 году вместе с семьёй он переехал к деду в станицу Звериноголовскую (ныне — Курганской области), где познакомился с будущим поэтом М. М. Люгариным (Заболотным), дружбу с которым пронёс через всю жизнь. Окончив среднюю школу, в 1928—1929 он учился в школе-девятилетке Кургана. В 1925 году состоялась его первая литературная публикация: в газете «Красный Курган» были напечатаны первые стихи за подписью «Борис Кривощёков» — «О субботнике», «На озере», «Граммофон», «В школе», «Зима».

### Начало литературной судьбы
Вернувшись в станицу Звериноголовскую в 1930 году, сразу включается в комсомольскую работу, сочиняя стихи и юморески для сельской агитбригады. Осенью того же года с другом М. М. Люгариным он едет в Москву в надежде опубликовать стихи в столичном журнале «Октябрь». Попытка окончилась неудачей, и, не желая возвращаться в родную деревню, друзья принимают решение поехать на Магнитострой. Так 19 октября 1930 года в его жизни начался новый отсчёт. На новом месте ему довелось поработать плотником и бетонщиком. Здесь юный поэт вступил в литературное объединение «Буксир» и начал активно публиковаться в многочисленных газетах и журналах, издававшихся на Магнитострое. В 1930 году на страницах магнитогорской прессы впервые появились строки за подписью «Борис Ручьёв». В 1931 вступил в комсомол и в том же году начал работать литсотрудником в газете «Магнитогорский комсомолец». В 1932 году его стихи впервые вошли в книгу — они были напечатаны в сборнике молодых магнитогорских поэтов «Рождение чугуна», опубликованном Уральским книжным издательством. За первые три «магнитостроевских» года из-под пера Ручьёва вышел цикл стихов «Вторая родина», а также поэмы «Песня о страданиях подруги» и «Зависть». О последней, в силу её незрелости, автор впоследствии отзывался резко отрицательно, так что первая публикация поэмы состоялась лишь после его смерти.
Творчество молодого первостроителя Магнитки заметили столичные литераторы: в 1932 году Ручьёв был приглашён на II Всероссийское совещание молодых поэтов РАПП, на котором маститый писатель В. А. Луговской заметил: «Ему только восемнадцать. Но я и в двадцать один так не писал». Уже в 1933 в Свердловске вышла первая книга стихов Ручьёва «Вторая родина», а в 1934 году она была переиздана в Москве под редакцией Э. Г. Багрицкого и А. А. Суркова. Отметило поэта и руководство комбината: 31 января 1934 года на ММК был издан приказ директора А. П. Завенягина, согласно которому в числе талантливейших молодых поэтов суммой в 1200 рублей и творческой командировкой по Уралу был премирован и Борис Ручьёв.
Летом 1934 года Ручьёв стал делегатом сразу двух съездов писателей — в июне Всеуральского, а в августе — Первого съезда советских писателей, где он был торжественно принят в ряды СП СССР. В 1935 году поэт поступил на заочное отделение Литературного института имени А. М. Горького. Творческими вехами этого периода стали поэтические циклы «Открытие мира», «Соловьиная пора» и «Девушки-подружки». В марте 1936 поэт женился на учительнице Серафиме Каменских и переехал в Златоуст. В 1936—1937 Ручьёв сотрудничал со златоустовской газетой «Пролетарская мысль» и с челябинской молодёжной газетой «Сталинская смена» (в 1956—1991 гг. — «Комсомолец»), где в соавторстве с В. Ф. Губаревым печатал серию очерков о людях села «Владимирские рассказы». Тем временем он готовил к изданию очередную книгу стихотворений.

### Годы репрессий
26 декабря 1937 года Ручьёв был арестован в Златоусте. На следствии, которое велось в Челябинске, было предъявлено обвинение в участии в Уральской контрреволюционной организации правых. Следствие исходило из показаний В. Ф. Губарева, И. В. Луговского, Н. С. Антонова (коллеги по двухлетней работе в областной комсомольской газете «Сталинская смена»), В. А. Макарова (товарища по четырёхлетней работе на Магнитострое). Василий Александрович Макаров, по материалам дела, является вербовщиком Ручьёва в контрреволюционную организацию правых. По клеветническому обвинению в контрреволюционном преступлении был репрессирован. 28 июля 1938 года был осуждён выездной сессией Военной коллегии Верховного суда СССР по ст.ст. 58-7, 17, 58-8, 58-11 УК РСФСР , приговорен к лишению свободы на 10 лет, с поражением в правах на 5 лет.
В октябре 1938 года был во Владивостокском пересыльном пункте Дальстроя. Свой срок заключения с 1938 по 1947 Ручьёв отбывал в Северо-Восточных исправительно-трудовых лагерях НКВД СССР на Крайнем Севере — был в разных местах, в том числе и на «полюсе холода» в Оймяконе. В июне 1939 года прибыл в Магадан на пароходе «Джурма», затем забойщик на золотодобывающих приисках: Чагурье, осенью — Ягодное, зимой — Аннушка. В 1939—1940 годах: Обрыв (на Колыме), Тоскан, Лагтыхтах (жел. дорога), снова в Ягодное, Адыгалах. В 1941 году, после начала войны — на Эмтегейском участке. Здесь в сентябре получил ожоги при пожаре тайги. Лежал в лазарете на Кюбюменском участке, за три месяца преодолел острый кризисный период — заражение крови, едва избежав ампутации правой руки. Затем Усть-Нера. С 1943 года медфельдшер в Куйдусунском медпункте и Оймяконе. В 1945 году работал в Хандыге.
Несмотря на каторжный труд, неважное здоровье и гнетущее моральное состояние, в эти годы поэт не отложил перо: в ссылке им были созданы поэмы «Невидимка», «Прощание с молодостью» и цикл стихов «Красное солнышко». В лагерях поэт создал и незаконченную поэму «Полюс», повествующую о тяготах ссылки и опубликованную лишь после его смерти, в перестроечные годы.
Существует версия (в числе её приверженцев — писатель Виктор Астафьев и знаток блатного фольклора Фима Жиганец), что в местах заключения Борис Ручьёв создал текст знаменитого «гимна колымских зэка» — песни «Ванинский порт». Некоторые исследователи не исключают, что именно магнитогорский поэт присутствовал при последних мгновениях жизни О. Э. Мандельштама. По понятным причинам, при жизни Ручьёва эти факты не были опубликованы.
26 декабря 1947 года освобожден. По окончании срока заключения Ручьёв был лишён возможности проживать в крупных городах, а также в местах своего прежнего поселения. По истечении ссылки он ещё на два года остался в Севвостлаге НКВД на правах вольнонаёмного, жил в Адыгалахе до самого отъезда с Колымы. Летом 1949 года Ручьёв переехал в город Кусу к своей бывшей супруге С. Каменских, где работал библиотекарем в одной из кусинских школ, бригадиром погрузочно-разгрузочной бригады завода «Строймаш», кладовщиком гаража и товароведом техснабжения. В 1950 или 1951 году он переехал в Киргизию, где во Фрунзе учителем работал его отец. Устроившись старшим бухгалтером МТС в селе Мирза-аки Узгенского района Ошской области Киргизской ССР, Ручьёв проработал там целых пять лет, где и встретил хрущёвскую оттепель.

### Последние годы жизни
6 октября 1956 года году Ручьёв был реабилитирован. 30 января 1957 он направил на имя председателя СП СССР А. А. Суркова заявление о восстановлении своего членства в организации, и в том же году его просьба была удовлетворена. 10 апреля 1957 года возвратился на Урал, сначала жил в Челябинске. Затем полный надежд и творческих замыслов, поэт вернулся в город своей юности — Магнитогорск. С 1960 года жил по адресу: г. Магнитогорск, пр. Ленина, дом 69, кв. 1 (ныне Музей-квартира Бориса Ручьёва).
В 1958 году (спустя 24 года после первой!) вышла его вторая книга стихов «Лирика». Этот год стал важной вехой для Ручьёва: в это время он начал работу над поэмой «Любава», посвящённой Магнитострою, которой он посвятил 4 года жизни. Первоначально поэт замыслил поэтическую дилогию под названием «Индустриальная история», в которую, помимо «Любавы», должна была войти поэма «Канун» (также известная под рабочими названиями «Рождество» и «Мировой день»), рассказывающая о пуске Магнитогорского металлургического комбината. Здоровье, подорванное в ссылке, давало о себе знать: начав свою последнюю поэму в 1965 году, Ручьёв так и не смог её завершить.
Последние годы жизни принесли поэту всесоюзную славу и любовь читателей — новые его поэтические сборники выходили из печати чуть ли не ежегодно, а стихи переводились на многие языки. Помимо поэтической деятельности, Ручьёв активно публиковал и критические заметки, отслеживая и комментируя книжные новинки земляков-уральцев — его статьи часто публиковались в «Литературной газете» (ряд своих критических материалов Ручьёв подписал псевдонимом «К. Васильев»). В 1969 году Ручьёв стал шестым по счёту обладателем звания «Почётный гражданин Магнитогорска». Незадолго до смерти, в 1970, он вступил в ряды КПСС.
Ещё в 1958 году, беседуя со своим другом, уральским поэтом Я. Т. Вохменцевым, Ручьёв обмолвился: «Мне нужно ещё лет пятнадцать, чтобы оформить свои замыслы, завершить вещи, начатые на Колыме, — вот тогда и помирать можно». Эти слова оказались пророческими: поэт скончался ровно через 15 лет, 24 октября 1973 года в городе Магнитогорске Челябинской области.
Борис Ручьёв похоронен на Правобережном кладбище Магнитогорска.
Своеобразным завещанием поэта стали следующие строки из его «Песен о Магнит-горе»:
Если я умру без слова,
люди, будьте так добры,
отвезите гроб тесовый
до высот Магнит-горы.
Под утесом положите
и поставьте столб с доской:
«Похоронен старый житель
и строитель заводской…»

## Семья
- 1-я жена (с марта 1936[8] или марта 1937) Серафима Ивановна Каменских (ум. 1969), за годы заключения, не имея известий о Ручьёве, вышла замуж, родила дочь Ольгу, муж погиб на фронте.
- 2-я жена — Любовь Николаевна Ручьева (Гунько) (18.10.1925—18.7.1989)[9]
  - Сын Алексей (15.2.1950—14.2.2002)

## Литературная деятельность
Основной темой творчества Бориса Ручьёва была рабочая Магнитка — мужество и человечность её строителей. «Вся моя жизнь связана с Уралом, с Магнитогорском. Родной город давал и даёт живительную силу моим стихотворениям, без него я не мыслю себе творчества…» — признавался поэт в свои поздние годы.
Несмотря на суровые испытания, выпавшие на его долю в годы репрессий, Ручьёв через всю свою жизнь сумел пронести юношеский романтизм и любовь к родному краю. При этом он являлся истинно русским поэтом, неразрывно связанным со своей родиной и несущим с ней все тяготы и беды. Так, на годину Великой Отечественной войны поэт откликнулся пронзительной поэмой «Невидимка», выразившей боль и ненависть к врагу. Своё поэтическое кредо Ручьёв выразил в заключительных строчках стихотворного цикла «Красное солнышко», написанного в сталинских лагерях:
Пусть, хрипя, задыхаясь в метели,
через вечный полярный мороз
ты в своем обмороженном теле
красным солнышком душу пронес.
В ручьёвском творчестве тесно переплелись традиции В. В. Маяковского и С. А. Есенина — неслучайно именно этих двоих он называл своими любимыми поэтами. Воспевая героизм и размах комсомольских строек в своих поэмах («Индустриальная история»), Ручьёв создавал и проникновенные циклы стихов о любви («Соловьиная пора»). От плакатности своих первых стихов, получивших горячее одобрение Советской власти (цикл стихов «Вторая родина»), в своих поздних произведениях он филигранно выписывает глубины подлинных чувств (поэма «Любава»). Во многом этому способствовало бережное, трепетное отношение поэта к слову. «Пишу я в среднем не более строфы в сутки. Замучило собственное ОТК…» — признавался Ручьёв в письме к другу в разгар работы над поэмой «Любава».
Немало сил поэт отдавал воспитанию литературной смены — на протяжении более чем десяти лет он возглавлял магнитогорское литобъединение, взрастившее в те годы немало известных поэтов и писателей. Именно Ручьёв дал рекомендацию на поступление в Литературный институт имени Горького таким ведущим магнитогорским поэтам, как Р. А. Дышаленкова и Б. Е. Попов.

### Поэмы
- Зависть (1933)
- Песня о страданиях подруги (1933)
- Невидимка (1942)
- Полюс (1942—1945, написана одна глава)
- Баня (40-е годы, одна глава в записных книжках)
- Сталин (до 1947, утеряна)
- Прощанье с юностью (1943—1959)
- Индустриальная история (дилогия)
  - Любава (1958—1962, рабочее название «Весна Магнитостроя»)
  - Канун (1965—1972, рабочие названия «Рождество», «Мировая зима» — написана первая глава)

### Циклы стихов
- Вторая родина (1931—1933)
- Открытие мира (1934—1935, не завершён)
- Соловьиная пора (1932—1937, не завершён)
- Девушки-подружки (1936)
- Красное солнышко (1943—1956)

### Замыслы
В силу непростой судьбы Бориса Ручьёва, а также его высокой требовательности к себе, многие из его замыслов так и не нашли воплощения.
В 30-е годы бурно прогрессирующий поэт часто оставлял свои вчерашние наброски, понимая, что они перестают его удовлетворять в литературном отношении. Такая судьба постигла написанную до середины и утерянную поэму «Жан-Иван» (между 1931 и 1935), поэму «Калина Баев — крестьянский сын» (1933, сохранился отрывок «Песнь о незакатной заре») и поэму Алёнушка (1936, сохранился отрывок «Лесник»). Безвозвратно потеряны другие ранние поэмы Ручьёва — «Виктория», «Громобой», «Страдания моего ровесника», «Плантация».
Не была написана ни одна из поэм, задуманных им во время ссылки на Севере — «Господин Медведко», «Песня о солдатском счастье» («Россия»), «Орлёнок», «Левша», «Юноша» и «Северная сказка» («Дорога в Русь»). По одной главе сохранилось в черновиках от задуманных в это время поэм «Горожанка» (ставшей по стилистике предтечей «Любавы») и «Баня». Некоторые свои замыслы Ручьёв оставлял и в более поздние годы — так, в последнее десятилетие жизни он отказался от решения закончить свою поэму «Полюс» (были задуманы 2-я и 3-я глава под названиями «Как разводить костёр в мороз» и «Комсомолец рассказывает ворам сказку»).

## Награды и звания
- Государственная премия РСФСР имени М. Горького (26 декабря 1967) — за поэму «Любава» и книги стихов «Красное солнышко» и «Проводы Валентины»
- Премия Челябинского комсомола «Орлёнок» (1967) — за поэму «Любава» и сборник «Магнит-гора».
- орден Октябрьской революции (14.06.1973)
- два ордена Трудового Красного Знамени (20.06.1963; 28.10.1967)
- медали
- Почётный гражданин Магнитогорска (1969)

## Память

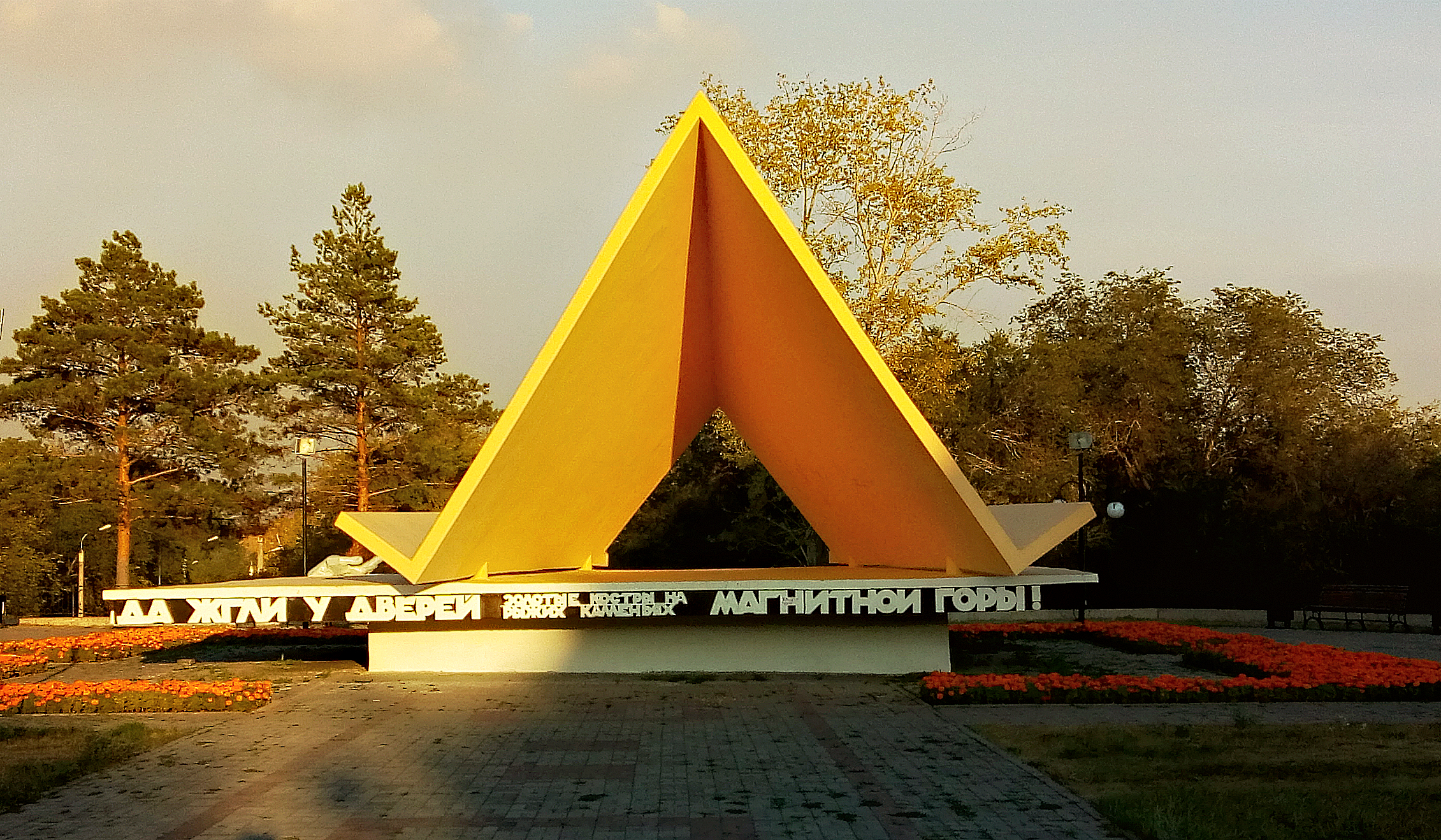
Первая палатка.

Строки Ручьёва увековечены не только на бумаге, но и в камне. В 1966 году в Магнитогорске был торжественно открыт памятник, посвящённый первостроителям Магнитки — знаменитая «Первая палатка», ставшая символом города. У подножия исполинской каменной палатки высечены два первых четверостишия из написанной в 1933 году 20-летним Ручьёвым «Песни о брезентовой палатке»:
Мы жили в палатке с зелёным оконцем,
Промытой дождями, просушенной солнцем,
Да жгли у дверей золотые костры
На рыжих каменьях Магнитной горы.
Имя Бориса Ручьёва носят улицы в Магнитогорске (появилась в 1974 году) и в Златоусте (бывшая улица Жданова). 25 июня 1975 года в Магнитогорске по адресу, где жил Борис Ручьёв (проспект Ленина, дом 69, квартира 1), открылась его музей-квартира, ставшая первым в Челябинской области мемориальным музеем. В стенах квартиры поэта и в эти дни проводятся многочисленные выставки и мероприятия, посвящённые творчеству как самого Ручьёва, так и других магнитогорских литераторов. С 1979 года в Магнитогорском государственном педагогическом институте (ныне университет) регулярно проводятся Ручьёвские чтения. На протяжении многих лет магнитогорское литературное объединение носило название «Красное солнышко» в честь самого известного цикла стихов поэта. C 1980 года имя Бориса Ручьёва носит Магнитогорская центральная городская библиотека.
Не позабыто имя Ручьёва и в наши дни. С новой силой интерес к его творчеству вспыхнул в годы перестройки, когда широкой общественности стали известны ранее обойдённые официальной прессой обстоятельства биографии поэта, связанные с его гулаговской ссылкой, а также опубликованы ранее неизвестные произведения тех лет. В 1998 году губернатором Челябинской области учреждена Литературная премия Б. А. Ручьёва, первым лауреатом которой стал писатель Валентин Сорокин. Ряд стихов поэта включен в вышедшее в 2000 году в Челябинске учебное пособие по курсу «Литература России. Южный Урал» для школьников 10—11 классов. В том же году имя Бориса Ручьёва было присвоено 64-й школе Магнитогорска, которая с честью несет свою благородную миссию.
Пожалуй, самое значительное признание значения творчества Ручьёва в последние годы — включение подборки его стихов в вышедший из печати в 1999 сборник «Строфы века. Антология русской поэзии», составленный Евгением Евтушенко. В 2007 году в книжной серии «Литература Магнитки. Избранное» вышел сборник избранных стихотворений поэта.
К 100-летию Бориса Ручьёва в Магнитогорске 14 июня 2013 была открыта фирменная «звезда» поэта на Аллее звёзд возле Дворца культуры металлургов имени Серго Орджоникидзе. В тот же день в музее-квартире Бориса Ручьёва состоялось торжественное гашение почтовой карточки, посвящённой поэту. В том же году магнитогорский поэт Игорь Гончаров снял художественно-документальный фильм «Вариации на тему пустоты, или Дело № 4917», посвящённый Борису Ручьёву. Премьера фильма приурочена к 24 октября — 40-летию со дня смерти поэта.

### Произведения Б. Ручьёва
- Ручьёв, Борис Александрович в библиотеке Максима Мошкова
- Произведения Бориса Ручьева в журнале «Самиздат»
- Стихи Бориса Ручьёва на сайте «Стихотворения классических и современных авторов»
- Произведения Бориса Ручьёва на сайте «Русская литература 19 и 20 столетий»
- Стихотворения Бориса Ручьёва на сайте «Электронная библиотека КОАПП»
- Информация о книгах Бориса Ручьёва на сайте «Библус»

### Статьи о Б. Ручьёве
- Страница в «Открытом списке»
- В Уральской исторической энциклопедии Архивная копия от 8 октября 2008 на Wayback Machine
- На сайте Института истории и археологии Архивная копия от 8 октября 2008 на Wayback Machine
- Ручьёв, Борис Александрович // Челябинск: Энциклопедия [электронная версия] (Челябинск: Энциклопедия / сост.: В. С. Боже, В. А. Черноземцев. — Изд. испр. и доп. — Челябинск: Каменный пояс, 2001. — 1112 с.: ил. — ISBN 5-88771-026-8).
- В Златоустовской энциклопедии
- Рыжкова-Гришина Л. В. Творчество Бориса Ручьёва: отражение времени и устремлённость в будущее // Российский научный журнал, 2017, № 4(57). С. 160—199.